# 18 Korpus Strzelecki (ZSRR)
18 Korpus Strzelecki (ros. 18-й стрелковый корпус)  – wyższy związek taktyczny piechoty Armii Czerwonej z okresu II wojny światowej.
18 Korpus Strzelecki formowany był trzy razy, pierwszy raz w 1924 roku. Jego szlak bojowy w walce z armią niemiecką prowadził przez Brok, Pułtusk, Brodnicę, Grudziądz, Gdańsk, Szczecin i Neubrandenburg do Ribnitz-Damgarten.
W czasie walk na ziemiach polskich 18 KS wchodził w skład 65 Armii, natomiast w operacji berlińskiej prowadzonej na terytorium III Rzeszy w skład 2 Armii Uderzeniowej.

## Dowódcy korpusu
- gen. mjr Michaił Zaporożenko (15.02.1943 - 09.03.1943)
- gen. mjr Iwan Iwanow[4]
- gen. por Nikita Czuwakow[5]

## Struktura organizacyjna
Skład 1 marca 1943:
- 54 Gwardyjska Dywizja Piechoty
- 59 Gwardyjska Dywizja Piechoty
- 243 Dywizja Piechoty[6]

Skład 27 sierpnia 1944:
- 15 Dywizja Piechoty, dowódca: gen. mjr Kuźma Griebiennik
- 69 Dywizja Piechoty, dowódca: płk Fiedor Makarow
- 37 Gwardyjska Dywizja Piechoty, dowódca: gen. mjr Sabir Rachimow